# 8 mm Gasser
Pour les articles homonymes, voir Gasser.

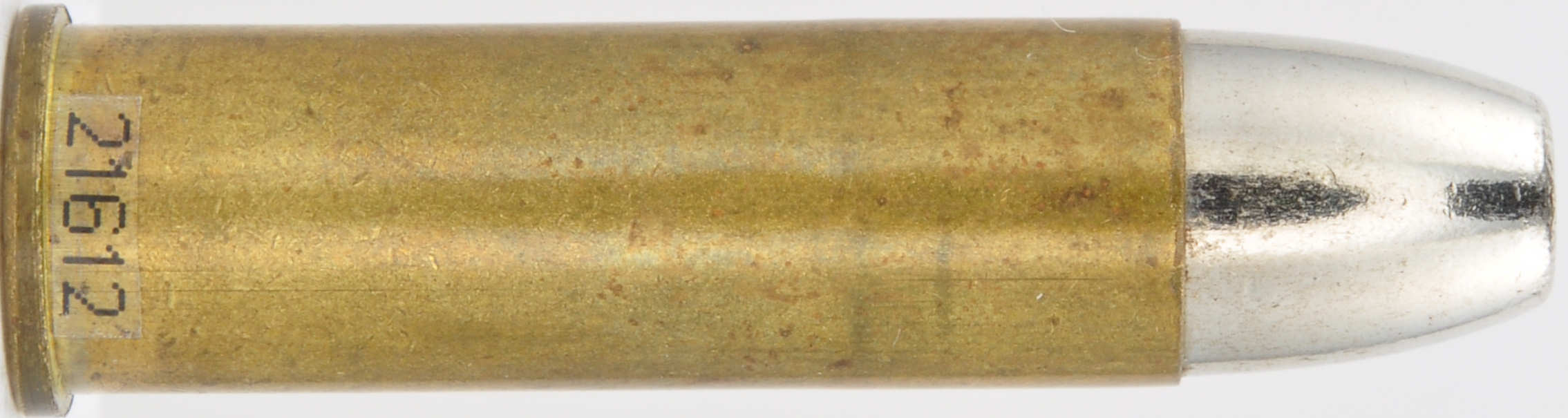
Une cartouche 8 mm Gasser.

Le 8mm Gasser est une cartouche à bourrelet uniquement utilisée par le revolver Rast & Gasser M1898. Sa balle est cylindro-ogivale et de type blindée.

## Valeurs métriques
- Diamètre réel de la balle : 8,10 mm[2]
- Longueur de l'étui : 27 mm

## Valeur balistique
- Masse de la balle : 8,15 g[3]
- Charge : 0,35 g de poudre sans fumée
- Vitesse initiale : 240 m/s[4]
- Énergie initiale : 235 J environ